# Santa Cruz (Madeira)
Santa Cruz ist ein Ort an der Ostküste der portugiesischen Insel Madeira. Die Gemeinde Santa Cruz umfasst 28 km² und hat 7136 Einwohner. Sie ist Sitz des gleichnamigen Kreises, dem vier weitere Gemeinden angehören. In Santa Cruz befindet sich der internationale Flughafen von Madeira.

## Ortswappen
In Grün ein silbernes Stufenkreuz von zwei goldenen Weinlaubblättern begleitet. Auf jedem Blatt liegt eine blaue Weintraube, die von einem Quinas bedeckt wird. Über dem Schild eine silberne fünftürmige Mauerkrone. Im weißen Band am Schildfuß der Ortsname in schwarzen Buchstaben „SANTA CRUZ“.

## Fahne
Das Fahnentuch ist quadratisch und geviert in Grün und Weiß. Mittig liegt das Wappen mit nur vier Türmen der Mauerkrone auf.

## Kreis Santa Cruz
Der Kreis (município) Santa Cruz ist 81,5 km² groß und umfasst 42.168 Einwohner (Stand 19. April 2021). Er grenzt an die Kreise Santana und Machico im Norden, Funchal im Westen und an den Atlantischen Ozean im Südosten. Er umfasst auch die Ilhas Desertas und gliedert sich in fünf Gemeinden (Freguesias):
| Gemeinde               | Einwohner (2021) | Fläche km² | Dichte Einw./km² | LAU- Code |
| ---------------------- | ---------------- | ---------- | ---------------- | --------- |
| Camacha                | 6.239            | 19,77      | 316              | 310802    |
| Caniço                 | 24.046           | 11,99      | 2.006            | 310803    |
| Gaula                  | 3.925            | 6,95       | 565              | 310804    |
| Santa Cruz             | 7.136            | 28,04      | 254              | 310805    |
| Santo António da Serra | 822              | 14,75      | 56               | 310806    |
| Kreis Santa Cruz       | 42.168           | 81,50      | 517              | 3108      |

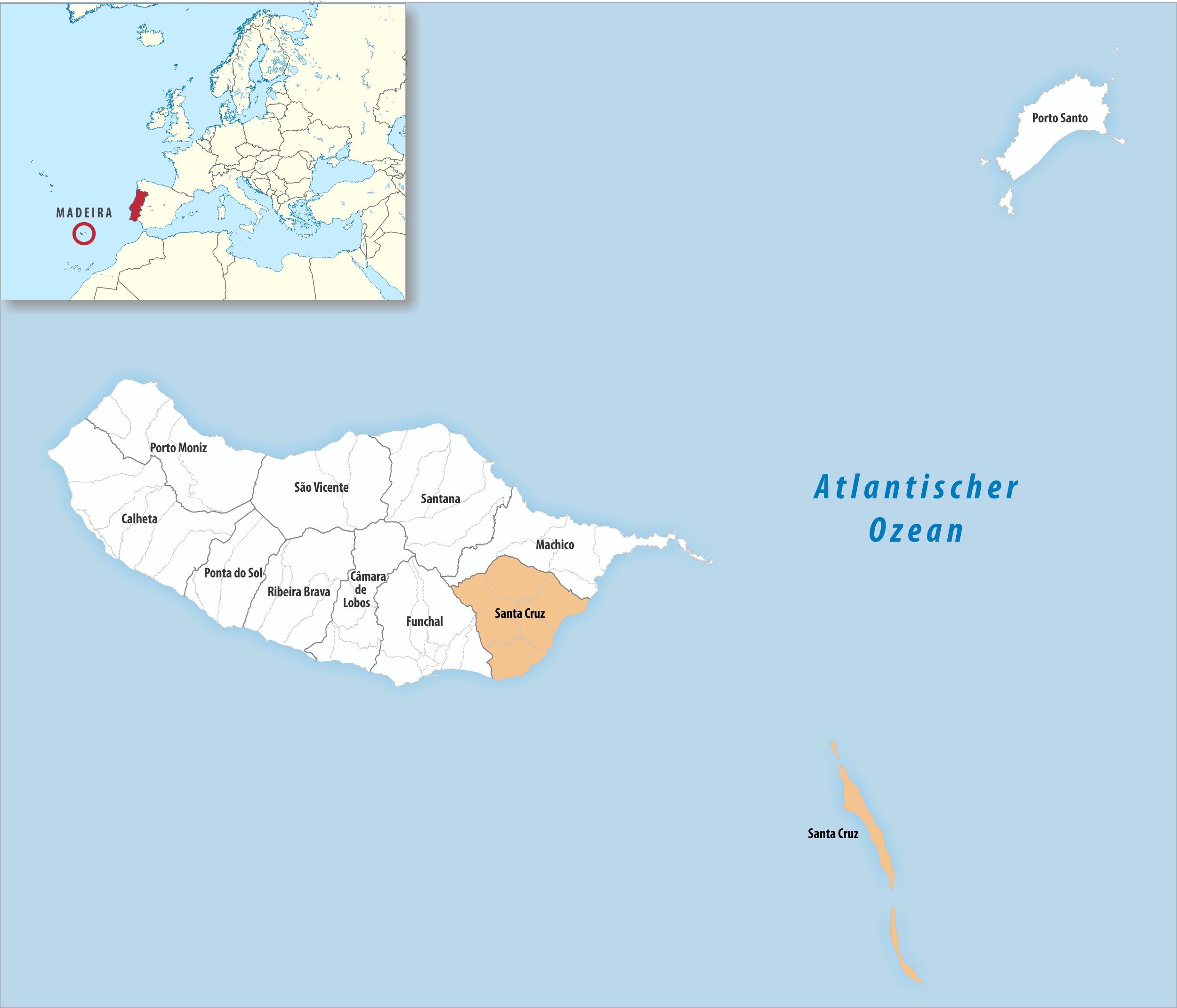
Kreis Santa Cruz

Der gesamte Kreis verzeichnet einen starken Bevölkerungsanstieg, da viele Bewohner von Funchal aufgrund der günstigeren Mieten in den vergangenen Jahren hierhergezogen sind.

## Kreiswappen

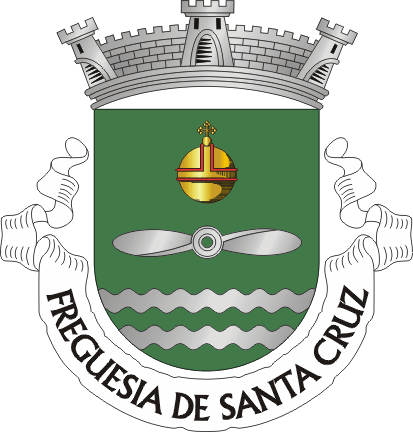
Das Wappen des Kreises

In Grün eine  waagerechte zweiflüglige silberne  Schiffsschraube über zwei silbern  gewellten schmalen Balken. Ein goldener Reichsapfel mit rotgefassten  goldenen Reifen schwebt über alles. Über den Schild eine silberne dreitürmige Mauerkrone. Im weißen Band am Schildfuß der Name in schwarzen Buchstaben für den Kreis Santa Cruz „FREGUESIA DE SANTA CRUZ“.

## Architektonisches Erbe
- Mutterkirche von Santa Cruz / Kirche von Salvador
- Kapelle des heiligen Amaro
- Franziskanerkloster Unsere Liebe Frau von Piedade

## Belege
1. ↑  www.ine.pt – Indikator Resident population by Place of residence and Sex; Decennial in der Datenbank des Instituto Nacional de Estatística
2. 1 2  Übersicht über Code-Zuordnungen von Freguesias auf epp.eurostat.ec.europa.eu
3. ↑  www.ine.pt – Indikator Resident population by Place of residence and Sex; Decennial in der Datenbank des Instituto Nacional de Estatística